# Liptena titei
Liptena titei är en fjärilsart som beskrevs av Henry Stempffer 1974. Liptena titei ingår i släktet Liptena och familjen juvelvingar. Inga underarter finns listade i Catalogue of Life.